# Bernhard Kohl
Bernhard Kohl (Vienna, 4 gennaio 1982) è un ex ciclista su strada austriaco, ritiratosi nel 2009 dopo la squalifica per doping.

## Carriera
Da dilettante ottenne buoni risultati: campione nazionale Under-23 nel 2002, nello stesso anno vinse anche la Rund um den Henninger-Turm. Due anni più tardi conquistò, sempre nella categoria Under-23, il Tour des Pyrénées.
Kohl debuttò come professionista nel 2005 nella squadra tedesca T-Mobile. Seppur giovane, si distinse con i migliori scalatori al Critérium du Dauphiné Libéré 2006, in cui terminò terzo nella classifica generale. Nello stesso anno diventò campione d'Austria. Scelto come leader della squadra per la Vuelta a España 2006, fu costretto a ritirarsi a causa di una caduta quando occupava l'ottava posizione nella classifica generale, ad un minuto e trentasette secondi dal leader Janez Brajkovič.
Nel 2007 passò alla Gerolsteiner. Fu con i colori di questa squadra che terminò terzo al Tour de France 2008, dietro Carlos Sastre e Cadel Evans, aggiudicandosi anche la maglia a pois di miglior scalatore. Venne in seguito declassato quando, il 13 ottobre 2008, L'Équipe annunciò che, dopo i controlli sui campioni nei laboratori di Châtenay-Malabry, era stata riscontrata la sua positività al CERA, l'EPO di terza generazione a cui già era stato trovato positivo Riccardo Riccò.. Venne quindi sospeso per due anni dalla commissione antidoping austriaca NADA. La Silence-Lotto, con cui aveva firmato un accordo triennale, annullò il contratto.
Il 25 maggio 2009 annunciò il ritiro dall'attività sportiva. Poco dopo, ammise alla stampa di essersi dopato in continuazione, sin dall'età di 19 anni.

## Palmarès
- 2002 (Dilettanti)

Campionati austriaci, Gara in linea Under-23
Rund um den Henninger-Turm Under-23
- 2004 (Dilettanti)

Classifica generale Tour des Pyrénées
- 2006 (T-Mobile, una vittoria)

Campionati austriaci, Gara in linea

### Altri successi
- 2006 (T-Mobile)

Gmünd Radkriterium
Wels Innenstadt Kriterium
Criterium di Gmund
- 2008 (Gerolsteiner)

Gmünd Radkriterium
Waidhofen an der Ybbs
Profronde van Zwolle
Classifica scalatori Tour de France 

## Piazzamenti

### Grandi Giri
- Tour de France

2007: 29º
2008: 3º squalificato per doping
- Vuelta a España

2005: 110º
2006: ritirato (9ª tappa)

### Classiche monumento
- Milano-Sanremo

2008: 129°
- Liegi-Bastogne-Liegi

2005: ritirato
2006: ritirato
2007: 34°
- Giro di Lombardia

2005: 68°
2007: 88°

### Competizioni mondiali
- Campionati del mondo

Verona 1999 - In linea Juniores: 44º
Plouay 2000 - In linea Juniores: 11º
Lisbona 2001 - In linea Under 23: 56º
Zolder 2002 - In linea Under 23: 39º
Hamilton 2003 - In linea Under 23: 49º
Verona 2004 - In linea Elite: ritirato
Salisburgo 2006 - In linea Elite: ritirato
Stoccarda 2007 - In linea Elite: ritirato

### Competizioni europee
- Campionati europei

Bergamo 2002 - In linea Under-23: 22°